# Sixball
Sixball (z anglického six = číslovka 6, ball = míč) je míčová hra, která vznikla v roce 2014 na Slovensku ještě pod původním názvem Fajnball. Sixball je charakteristický zejména netradiční podobou speciálního inteligentního hřiště s šesti odrazovými plochami, z nichž vychází také samotný název sportu. Základní verze hry je určena pro 4 hráče ve věku od tří let včetně zdravotně postižených. Sport je zaměřen především na zlepšování fyzické kondice, postřehu, motorických dovedností i schopnosti koncentrace.

## Hřiště a vybavení
Základem sportu Sixball je uzavřené hřiště o rozměrech 5 x 5 x 2,5 m. Hrací prostor je rozdělen na čtyři shodné rovnoramenné trojúhelníky, které vymezují prostor pro jednotlivé hráče. Na obvodových stěnách jsou za každým hráčem umístěny branky s citlivými elektronickými panely pro záznam gólů, jejichž počet se zobrazuje i na displejích. Hraje se na polotvrdé kožené žíněnce.
Průběh utkání je pak zaznamenávám pomocí kamer, které ho zároveň promítají na obrazovce před hřištěm.
Sixballové hřiště existuje v několika interiérových i exteriérových variantách, které se liší materiálem, designem, nebo počtem průhledných, či neprůhledných stěn.

Důležitou součástí sportu je sixballový míč. Míč může být buď lehký pěnový - určen pro mladší hráče, nebo tvrdší a těžší - určen pro starší hráče a trénované sportovce. Samotní hráči pak nepotřebují žádné speciální vybavení, nebo oblečení.

## Pravidla sportu
Úkolem každého hráče je dát co nejvíce gólů do branek soupeřů a zároveň ubránit tu svou. Vítězem se pak stává ten, který dostane nejméně gólů od svých protihráčů.
Hraje se na žíněnce vkleče nebo v tzv. "dynamickém sedě". Hráč se pohybuje po kolenou, plazením, kutálením, branku chrání celým tělem. Do míče se trefuje otevřenou dlaní tzv. „z voleje“. Speciální variantou je pak hra ve stoje, pouze s pomocí nohou.
Může se využívat odrazu míče o zdi, podlahu i strop. Míč se nesmí zastavovat, chytat, zalehávat, nebo s ním driblovat (vedení míče pomocí opakovaných odrazů o zem). Jedná se o nekontaktní sport. Hráč tedy neopouští svůj vymezený prostor, ani se nemůže dotýkat protihráčů.
Hra probíhá bez přestávky 3 až 5 minut. (Důsledky za přestupky jsou udělovány až na konci zápasu).
Na dodržování pravidel dohlíží rozhodčí, který v případě potřeby využívá i záznamu z kamer. Malý přestupek (úmyslné zalehnutí/sevření míče, úder pěstí, nadhození míče, kopnutí do míče, nebo postavení se) znamená pro hráče připočtení 1 bodu. Velký přestupek (nesportovní chování) vylučuje hráče ze hry.
Sixball hrají obvykle 4, nebo 8 hráčů najednou. Další variantou je hra pouze pro 2 hráče, v tomto případě se vedlejší elektronické branky vypnou.

## Kdo může být hráčem
Sixball může hrát každý ve věku od tří let. Určen je také těm, kteří bojují s handicapem, nebo se zotavují po utrpěném zranění.
Zároveň se osvědčil jako doplňkový sport pro aktivní sportovce a to zejména proto, že velmi dobře procvičuje nejen celé tělo, ale i rychlé reakce a soustředění.
Lidem s fyzickým handicapem, nebo lehčím mentálním postižením sixball přináší nejen pohyb a zábavu, ale také vytváří přirozený prostor k začleňování se do kolektivu.

## Přínosy
Hraním sixballu se procvičuje fyzická kondice, postřeh, motorické dovednosti i schopnost soustředit se. Umožňuje tak budování zdraví, ale také přátelských vztahů mezi hráči a to napříč všemi věkovými kategoriemi. Přináší také nové příležitosti k začleňování handicapovaných, nebo zatraktivnění aktivního sportování u mladé generace. 
Výhodou hry je stálý pohyb v přirozené poloze těla - tzv. dynamickém sedě, při kterém je hmotnost těla rozložena rovnoměrně do kolenního a bederního kloubu. Záda jsou nenásilnou formou udržována ve vzpřímené poloze. Hraní zabraňuje jednostrannému zatížení, udržuje a stimuluje přirozené procesy těla. Neustála změna pozice má pozitivní vliv na svalový systém, metabolismus, krevní oběh, nervový systém i správné držení páteře.

## Historie
Sixball vznikl v roce 2014 na Slovensku, kde ho také 13 let vyvíjel a testoval Juraj Skrip, ředitel ZŠ P.O.Hviezdoslava v Snine a československý reprezentant v zápasení.
Hlavním záměrem bylo vytvořit sport, který by atraktivní formou vrátil pohyb do škol. Do konce roku 2015 tak byla vystavěna trojice sixballových hřišť ve vybraných základních školách na Slovensku. Ukázalo se, že hraní sixballu v hodinách tělocviku, během přestávek i v rámci sportovních kroužků pozitivně působí na pozornost dětí a jejich koncentraci při výuce. Pedagogové dokonce zaznamenali pokles agresivního chování a projevů šikany. 
První sixballové hřiště v České republice bylo postaveno v listopadu roku 2015 při příležitosti sportovního veletrhu Sport Life. Sixball se ale v České republice začal rozvíjet úplnou náhodou a to díky příběhu mladé dívky, která se na videu podělila se svojí zkušeností ze sixballové hry. Marjánka byla celý svůj život na vozíčku, přesto potřebovala nohy procvičovat a tak si mohla sixball na Slovensku vyzkoušet. Kromě toho, že jí hraní bavilo, cítila poprvé v životě svalovou horečku a to v nohách, v kterých doposud necítila vůbec nic. Příběh Marjánky natolik oslovil Mariána Dolinského, který se na základě této zkušenosti rozhodl Sixball zavést i v České republice. 
Díky tomu, se již během roku 2015 začal rozvíjet projekt na vytvoření sixballové sportovní ligy a stavbu série hřišť, jak na školách, tak ve sportovních, zábavných, či business centrech po celé České republice.